# Liste der Stolpersteine in Nienburg/Weser
Die Liste der Stolpersteine in Nienburg/Weser enthält alle Stolpersteine, die im Rahmen des gleichnamigen Projekts von Gunter Demnig in Nienburg/Weser verlegt wurden. Mit ihnen soll an Opfer des Nationalsozialismus erinnert werden, die in Nienburg/Weser lebten und wirkten.

## Stolpersteine in Nienburg/Weser
| Adresse                         | Verlege- datum | Person, Inschrift | Bild                                             | Anmerkung |
| ------------------------------- | -------------- | --- | ------------------------------------------------ | --------- |
| Bahnhofstraße 16                | 10. Nov. 2016  | Hier wohnte Henny Abraham geb. Stern Jg. 1870 Flucht 1938 Australien                                                                                   |                                                  |           |
| Bahnhofstraße 16                | 10. Nov. 2016  | Hier wohnte Eugen Pulfer Jg. 1893 Flucht 1938 Australien                                                                                               |                                                  |           |
| Bahnhofstraße 16                | 10. Nov. 2016  | Hier wohnte Margarethe Pulfer geb. Abraham Jg. 1901 Flucht 1938 Australien                                                                             |                                                  |           |
| Bahnhofstraße 16                | 10. Nov. 2016  | Hier wohnte Eva Pulfer Jg. 1923 Flucht 1938 Australien                                                                                                 |                                                  |           |
| Bahnhofstraße 16                | 10. Nov. 2016  | Hier wohnte Hans-Peter Pulfer Jg. 1926 Flucht 1938 Australien                                                                                          |                                                  |           |
| Carl-Schütte-Straße 3           | 10. Nov. 2016  | Hier wohnte Hans Friedheim Jg. 1889 Flucht 1938 Uruguay                                                                                                |                                                  |           |
| Carl-Schütte-Straße 3           | 10. Nov. 2016  | Hier wohnte Gertrud Friedheim geb. Goldberg Jg. 1897 Flucht 1938 Uruguay                                                                               |                                                  |           |
| Ernstingstraße 20 ·             | 6. Mai 2015    | Hier wohnte Karl Bergen Jg. 1903 eingewiesen 1935 Heilanstalt Wunsdorf 1941 Heilanstalt Scheuern 'verlegt’ 1943 Heilanstalt Hadamar ermordet 11.1.1943 |                                                  |           |
| Friedrichsstraße 7              | 10. Nov. 2016  | Hier wohnte Fanny Rose geb. Löwenbach Jg. 1873 Flucht 1937 Holland 1938 USA                                                                            |                                                  |           |
| Friedrichsstraße 7              | 10. Nov. 2016  | Hier wohnte Walter Rose Jg. 1899 Flucht 1937 Holland 1938 USA                                                                                          |                                                  |           |
| Friedrichsstraße 7              | 10. Nov. 2016  | Hier wohnte Lucie Rose Jg. 1915 Flucht 1936 1938 USA                                                                                                   |                                                  |           |
| Friedrich-Ludwig-Jahn-Straße 25 | 10. März 2014  | Hier wohnte Albert Hünerberg Jg. 1880 deportiert 1942 Ghetto Warschau ermordet                                                                         | Stolperstein für Albert Hünerberg                |           |
| Friedrich-Ludwig-Jahn-Straße 25 | 5. Juni 2012   | Hier wohnte Sophie Schragenheim Jg. 1892 deportiert 1942 Ghetto Warschau ermordet                                                                      | Stolperstein für Sophie Schragenheim             |           |
| Hafenstraße 4                   | 5. Juni 2012   | Hier wohnte Carl Weinberg Jg. 1910 Flucht 1936 Südafrika überlebt                                                                                      | Stolperstein für Carl Weinberg                   |           |
| Hafenstraße 4                   | 5. Juni 2012   | Hier wohnte Elisabeth Weinberg Jg. 1922 deportiert 1942 Ghetto Warschau ermordet                                                                       | Stolperstein für Elisabeth Weinberg              |           |
| Hafenstraße 4                   | 5. Juni 2012   | Hier wohnte Frieda Weinberg geb. London Jg. 1885 deportiert 1942 Ghetto Warschau ermordet                                                              | Stolperstein für Frieda Weinberg geb. London     |           |
| Hafenstraße 4                   | 5. Juni 2012   | Hier wohnte Fritz Weinberg Jg. 1907 Flucht 1936 Südafrika überlebt                                                                                     | Stolperstein für Fritz Weinberg                  |           |
| Hafenstraße 4                   | 5. Juni 2012   | Hier wohnte Helmut Weinberg Jg. 1912 Flucht 1938 Australien überlebt                                                                                   | Stolperstein für Helmut Weinberg                 |           |
| Hafenstraße 4                   | 5. Juni 2012   | Hier wohnte Leopold Weinberg Jg. 1875 deportiert 1942 Ghetto Warschau ermordet                                                                         | Stolperstein für Leopold Weinberg                |           |
| Hannoversche Straße 8           | 5. Juni 2012   | Hier wohnte Berthold Hess Jg. 1896 deportiert 1942 Ghetto Warschau ermordet                                                                            | Stolperstein für Berthold Hess                   |           |
| Hannoversche Straße 8           | 5. Juni 2012   | Hier wohnte Sophie Hess geb. Birkenruth Jg. 1899 deportiert 1942 Ghetto Warschau ermordet                                                              | Stolperstein für Sophie Hess geb. Birkenruth     |           |
| Hannoversche Straße 8           | 5. Juni 2012   | Hier wohnte Walter Birkenruth Jg. 1929 deportiert 1942 Ghetto Warschau ermordet                                                                        | Stolperstein für Walter Birkenruth               |           |
| Hannoversche Straße 8           | 5. Juni 2012   | Hier wohnte Alfred Birkenruth Jg. 1894 'Schutzhaft’ 1938 Buchenwald deportiert 1942 Ghetto Warschau ermordet                                           | Stolperstein für Alfred Birkenruth               |           |
| Hannoversche Straße 8           | 5. Juni 2012   | Hier wohnte Erna Birkenruth geb. Löwenstein Jg. 1896 deportiert 1942 Ghetto Warschau ermordet                                                          | Stolperstein für Erna Birkenruth geb. Löwenstein |           |
| Hannoversche Straße 8           | 5. Juni 2012   | Hier wohnte Hans Birkenruth Jg. 1923 deportiert 1942 Ghetto Warschau ermordet                                                                          | Stolperstein für Hans Birkenruth                 |           |
| Hannoversche Straße 8           | 5. Juni 2012   | Hier wohnte Julius Birkenruth Jg. 1929 deportiert 1942 Theresienstadt ermordet 29.9.1943                                                               | Stolperstein für Julius Birkenruth               |           |
| Lange Straße 14                 | 5. Juni 2012   | Hier wohnte Grete Marcus geb. Lilienfeld Jg. 1883 deportiert 1942 Ghetto Warschau ermordet                                                             | Stolperstein für Grete Marcus geb. Lilienfeld    |           |
| Lange Straße 14                 | 5. Juni 2012   | Hier wohnte Rosa Marcus Jg. 1909 deportiert 1942 Ghetto Warschau ermordet                                                                              | Stolperstein für Rosa Marcus                     |           |
| Lange Straße 25                 | 10. März 2014  | Hier wohnte Eva de Jonge Jg. 1877 deportiert 1942 Ghetto Warschau ermordet                                                                             | Stolperstein für Eva de Jonge                    |           |
| Lange Straße 25                 | 10. März 2014  | Hier wohnte Johanne Jacobs geb. de Jonge Jg. 1875 deportiert 1942 Ghetto Warschau ermordet                                                             | Stolperstein für Johanne Jacobs geb. de Jonge    |           |
| Lange Straße 25                 | 10. März 2014  | Hier wohnte Vally Heynemann geb. Heidemann Jg. 1867 eingewiesen 1941 Jacoby’sche Anstalt Bendorf-Sayn Tot 11.3.1942                                    | Stolperstein für Vally Heynemann geb. Heidemann  |           |
| Lange Straße 34 ·               | 11. Okt. 2016  | Hier wohnte Leo Seelig Jg. 1894 Flucht 1936 Südafrika                                                                                                  |                                                  |           |
| Lange Straße 34 ·               | 11. Okt. 2016  | Hier wohnte Änne Seelig Jg. 1920 Flucht 1936 Südafrika                                                                                                 |                                                  |           |
| Lange Straße 34 ·               | 11. Okt. 2016  | Hier wohnte Emma Seelig geb. Wachenheimer Jg. 1895 Flucht 1936 Südafrika                                                                               |                                                  |           |
| Lange Straße 54 ·               | 11. Okt. 2016  | Hier wohnte Gustav Dessauer Jg. 1879 Flucht 1936 Südafrika                                                                                             |                                                  |           |
| Lange Straße 54 ·               | 11. Okt. 2016  | Hier wohnte Anna Dessauer geb. Löwenbach Jg. 1908 Flucht 1936 Südafrika                                                                                |                                                  |           |
| Lange Straße 54 ·               | 11. Okt. 2016  | Hier wohnte Ilse Dessauer Jg. 1908 Flucht 1936 Südafrika                                                                                               |                                                  |           |
| Lange Straße 54 ·               | 11. Okt. 2016  | Hier wohnte Heinz Dessauer Jg. 1912 Flucht 1936 Südafrika                                                                                              |                                                  |           |
| Lange Straße 76                 | 5. Juni 2012   | Hier wohnte Alfred Feist Jg. 1902 Flucht 1939 England USA überlebt                                                                                     | Stolperstein für Alfred Feist                    |           |
| Lange Straße 76                 | 5. Juni 2012   | Hier wohnte Henriette Feist geb. Blankenberg Jg. 1861 deportiert 1942 Theresienstadt ermordet in Treblinka                                             | Stolperstein für Henriette Feist                 |           |
| Lange Straße 86 ·               | 11. Okt. 2016  | Hier wohnte Sophie Edelstein geb. Philipson Jg. 1868 Flucht 1938 Uruguay                                                                               |                                                  |           |
| Lemker Straße 5                 | 10. März 2014  | Hier wohnte Martin Cohn Jg. 1903 deportiert 1941 Ghetto Riga 1944 Stutthof 1944 Buchenwald ermordet 23.3.1945                                          | Stolperstein für Martin Cohn                     |           |
| Lemker Straße 5                 | 10. März 2014  | Hier wohnte Renée Cohn geb. Ferche Jg. 1915 deportiert 1941 Ghetto Riga 1944 Stutthof befreit/überlebt                                                 | Stolperstein für Renée Cohn geb. Ferche          |           |
| Moltkestraße 11                 | 10. März 2014  | Hier wohnte Rosa Goldschmidt Jg. 1871 deportiert 1941 Riga ermordet                                                                                    | Stolperstein für Rosa Goldschmidt                |           |
| Mühlenstraße 14                 | 5. Juni 2012   | Hier wohnte Johanne Beermann Jg. 1891 deportiert 1942 Ghetto Warschau ermordet                                                                         | Stolperstein für Johanne Beermann                |           |
| Oyler Straße 13a ·              | 11. Okt. 2016  | Hier wohnte Ernst Rose Jg. 1909 Flucht 1938 USA |                                                  |           |
| Runde Straße 14 ·               | 6. Mai 2015    | Hier wohnte Helene Eilers Jg. 1911 seit 1938 verschiedene Heilanstalten 'verlegt’ 1941 Heilanstalt Eichberg ermordet 21.3.1942                         |                                                  |           |
| Schmiedestraße 6 ·              | 6. Mai 2015    | Hier wohnte Marie Kahle Jg. 1898 seit 1935 verschiedene Heilanstalten 'verlegt’ 5.6.1941 Hadamar ermordet 5.6.1941 Aktion T4                           |                                                  |           |
| Schmiedestraße 6 ·              | 6. Mai 2015    | Hier wohnte Sophie Kahle Jg. 1899 seit 1935 verschiedene Heilanstalten Schicksal unbekannt                                                             |                                                  |           |
| Verdener Straße 13 ·            | 11. Okt. 2016  | Hier wohnte Frieda Abraham Jg. 1860 deportiert 1942 Theresienstadt ermordet 12.8.1942                                                                  |                                                  |           |